# Fernando Merino Villarino
Fernando Gregorio Merino Villarino (León, 8 de mayo de 1859-León, 1 de julio de 1929), fue un abogado y político español, ministro de la Gobernación durante el reinado de Alfonso XIII. Ostentó, por matrimonio, el título nobiliario de i conde de Sagasta.

## Biografía
Hijo del farmacéutico Dámaso Merino, y yerno de Sagasta, ostentaba el título de conde de Sagasta. Fue miembro del Partido Liberal, con el que concurrió a las sucesivas elecciones celebradas entre 1891 y 1923 obteniendo acta de diputado en Congreso por la circunscripción de León.
Desempeñó el cargo de gobernador del Banco de España en dos ocasiones: entre junio de 1906 y enero de 1907, y entre 1909 y 1910.
Ejerció de ministro de la Gobernación entre el 9 de febrero de 1910 y el 2 de enero de 1911 en un gabinete que presidió Canalejas.
Asimismo fue gobernador civil de Madrid entre diciembre de 1915 y marzo de 1916.